# Национален музей на Република Татарстан
Националния музей на Република Татарстан (на руски: Национальный музей Республики Татарстан, на татарски: Татарстан Республикасы Милли музее) е най-голямата изследователска, културна и образователна институция в Татарстан, която е от национално значение. Основан е като Казански градски научен и промишлен музей през 1894 г. и е открит на 5 април 1895 г.
Музеят се основава на частната 40–хилядна колекция на Андрей Фьодорович Лихачьов (1832 – 1990) – археолог, историк, колекционер, добре известен в региона, както с експонати от научната и индустриална изложба през 1890 г.

## Фондове
Към 2012 г. съвременните фондове на музея включват над 805 400 единици, от които 580 085 са елементи от основния фонд. Те систематично обхващат всички теми от местното знание, представляващи стойност за изучаване на историята на народите от района на Поволжието и Приуралието.
Структура на фонда:
- Фонд по археология – 246 257 единици
- Фонд по материални източници (включително колекция от порцелан и фаянс) – 12 200 единици
- Фонд по етнография – 15 000 единици
- Фонд по благородни метали – 4050 единици
- Фонд по оръжие – 915 единици
- Фонд по нумизматика – 109 457 единици
- Фонд по писмени източници – 130 000 единици
- Фонд по архива на дейците на татарската култура – 30 000 единици
- Фонд по редки книги – 22 000 единици
- Фонд по фини материали – 73 877 единици
- Фонд по фотография – 40 000 единици
- Фонд по негативи – 42 000 единици
- Фонд по естествознание – повече от 7000 единици

Най-ценни (уникални) колекции са:
- Българска колекция на Андрей Лихачьов – 3080 единици
- Колекцията от разкопки на Ананински могили – 800 единици
  - Стели на Новомордовската могила – 3 единици
- Египетска колекция – 250 единици
- Антична колекция – 420 единици
- Колекция от златни монети – 401 единици
- Колекция от древни свитъци от XVII век – повече от 20 единици
- Колекция ръкописни книги от XV – XX век – 88 единици
- Източна нумизматична колекция – около 90 000 единици
- Колекция от мемориални предмети на фигури от татарска литература – 20 единици
- Колекция на изкуствата и занаятите на казанските татари – 3500 единици
- Мемориалната колекция на Гавриил Державин – 8 единици
- Колекция от колиброви – 36 единици
- Колекция от американски врабчоподобни – 41 единици
- Колекция от паметници на историческо препариране – повече от 150 единици